# CAF Oaris
Der Oaris ist ein Hochgeschwindigkeitszug mit verteiltem Antrieb des spanischen Herstellers Construcciones y Auxiliar de Ferrocarriles (CAF). 2011 begann mit einem Prototyp dessen Erprobungsphase. 2015 erfolgte eine Bestellung von acht Zügen aus Norwegen. Die Züge waren 2021 kurzzeitig mit Passagieren unterwegs, wegen Mängeln jedoch schnell aus dem Betrieb genommen. Erst seit 2023 werden sie dauerhaft eingesetzt.

## Geschichte
Der Oaris hat seine Ursprünge im staatlich geförderten Projekt AVI 2015 und wurde der Öffentlichkeit erstmals im Mai 2010 anlässlich der internationalen Eisenbahnausstellung in Valencia in Form eines Mockups vorgestellt. Bis Ende 2010 hatte CAF fünfzig Millionen Euro in die Entwicklung investiert.
Im September 2010 begann CAF im Werk in Beasain mit der Montage des ersten Prototyps (25 kV + 3 kV), welcher ab Januar 2011 zunächst stationär und ab Oktober 2011 dynamisch erprobt wurde. 2012 wurde bei Probefahrten die Geschwindigkeit von 350 km/h erreicht. In den folgenden Jahren erfolgten weitere Erprobungen, u. a. mit ETCS-Technik.

## Technik
Der Oaris soll im normalen Bahnbetrieb mit 320 km/h verkehren, wurde aber für rund 10 % höhere Geschwindigkeiten ausgelegt, damit 350 km/h erreicht werden. CAF plante, die Bauart sowohl für Regel- als auch für iberische Breitspur (1668 mm) anzubieten. Außerdem ist die Ausstattung mit spurwechselfähigen Drehgestellen möglich.
Ein Zug besteht aus zwei Endwagen mit einer Länge von jeweils 26,78 m sowie zwei, vier oder sechs Mittelwagen mit einer Länge von je 24,78 m. Die Gesamtlänge wird je nach Anzahl der Mittelwagen 100, 150 oder 200 m betragen.
Je ein Drehgestell pro Wagen wird durch zwei Asynchronmotoren mit einer Leistung von je 660 kW angetrieben. Die kleinste Triebzugvariante mit vier Wagen und acht Fahrmotoren verfügt so über eine Antriebsleistung von insgesamt 5280 kW. Die 200 m lange Variante mit acht Wagen und 16 Fahrmotoren wird mit insgesamt 10.560 kW motorisiert sein.

## Varianten

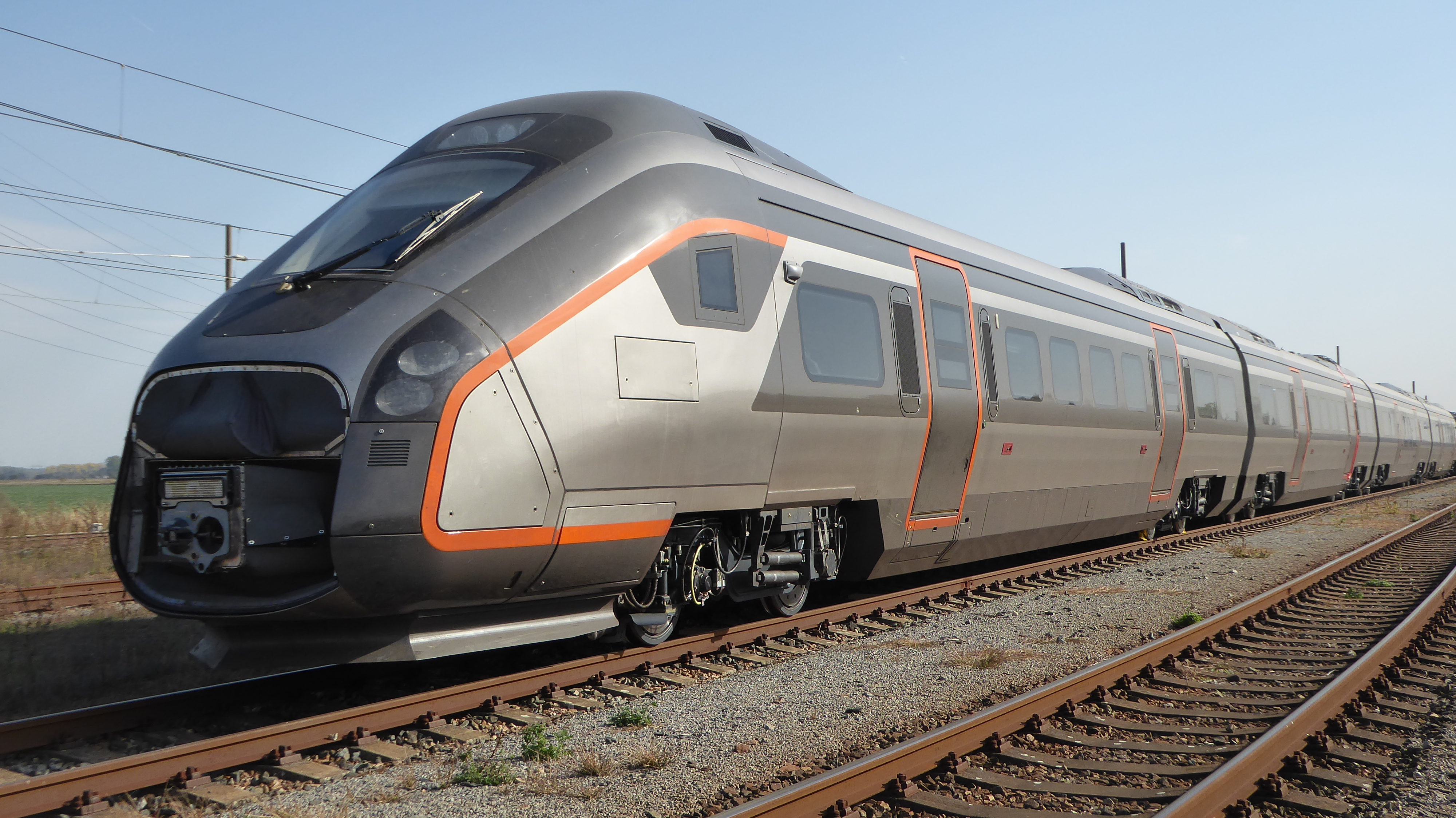
Oaris für Flytoget auf dem Eisenbahnversuchsring Velim

Die erste Variante des Oaris sollte bei der spanischen Eisenbahngesellschaft RENFE in Betrieb gehen; dafür wurde die Reihenbezeichnung 105 reserviert. Es ist jedoch zu keiner Bestellung durch die Renfe gekommen.
Die norwegische Flytoget AS bestellte 2015 acht Oaris für den Einsatz auf der Gardermobane, der Bahnstrecke zum neuen Osloer Flughafen. Diese Vierwagenzüge werden als Flytoget Type 78 bezeichnet, erreichen eine Geschwindigkeit von 250 km/h und sind mit einer elektrischen Ausrüstung für 15 kV und einer Frequenz von 16,7 Hz ausgestattet. Die Züge sollten 2018 den Betrieb aufnehmen, was jedoch erst im Juni 2021 erfolgte. Noch im selben Monat wurden die Züge wieder aus dem Betrieb abgezogen, nachdem an einem Wagen ein Riss festgestellt worden war.  Erst 2023 konnte Flytoget A/S die Züge übernehmen.
Außerdem beteiligt sich CAF mit dem Oaris an verschiedenen Ausschreibungen, unter anderem in Brasilien für die Verbindung zwischen São Paulo und Rio de Janeiro sowie die Linie Boston–Washington in den Vereinigten Staaten. 2018 wurde CAF eingeladen, bei der Ausschreibung für Züge für die britische Hochgeschwindigkeitsstrecke High Speed 2 teilzunehmen. Bei der Vorstellung des Entwurfs 2019 betonte der Hersteller, dass die geforderte Geschwindigkeit von 360 km/h erreicht wird.